# Jean Coin
Pour les articles homonymes, voir Coin.
Jean Coin (21 février 1919 à Saint-Florent-sur-Auzonnet-14 décembre 1971 au Martinet) est un écrivain, militant politique et résistant français.

## Biographie
Jean Coin naît à Saint-Florent-sur-Auzonnet en 1919.
En 1938, il écrit son premier recueil de poèmes, Fleurs de printemps.
Prisonnier politique sous le régime de Vichy, il organise la résistance au centre de détention d'Eysses, puis rejoint la clandestinité. Il relate cette expérience dans Le sang n'est jamais heureux (1969).
À la Libération, il devient journaliste à L'Humanité, puis rédacteur en chef de France nouvelle (un organe du Parti communiste français) dans les années 1960.
En 1978, dans La Folie des miens, Jean-Pierre Chabrol le campe sous les traits du personnage Lulu Dunkerque.

## Ouvrages
- Le sang n'est jamais heureux, Paris, Plon, 1969 (BNF 32953230).
- J'en appelle à cent mille hommes, Paris, Plon, 1969 (BNF 32953229).